# 실롱스크주

실롱스크주의 위치

실롱스크주(폴란드어: Województwo śląskie)는 폴란드 남부에 위치한 주로, 주도는 카토비체이며 면적은 12,334km2, 인구는 4,676,983명(2006년 기준, 도시 인구: 3,675,602명, 농촌 인구: 1,001,381명), 인구 밀도는 380명/km2이다. 19개 도시군과 17개 농촌군, 167개 그미나(지방 자치체)를 관할한다. 서쪽으로는 오폴레주, 북쪽으로는 우치주, 북동쪽으로는 시비엥토크시스키에주, 동쪽으로는 마워폴스카주와 접하며 남쪽으로는 체코, 슬로바키아와 국경을 접한다.

주기
주 문장
주 로고

## 행정 구역

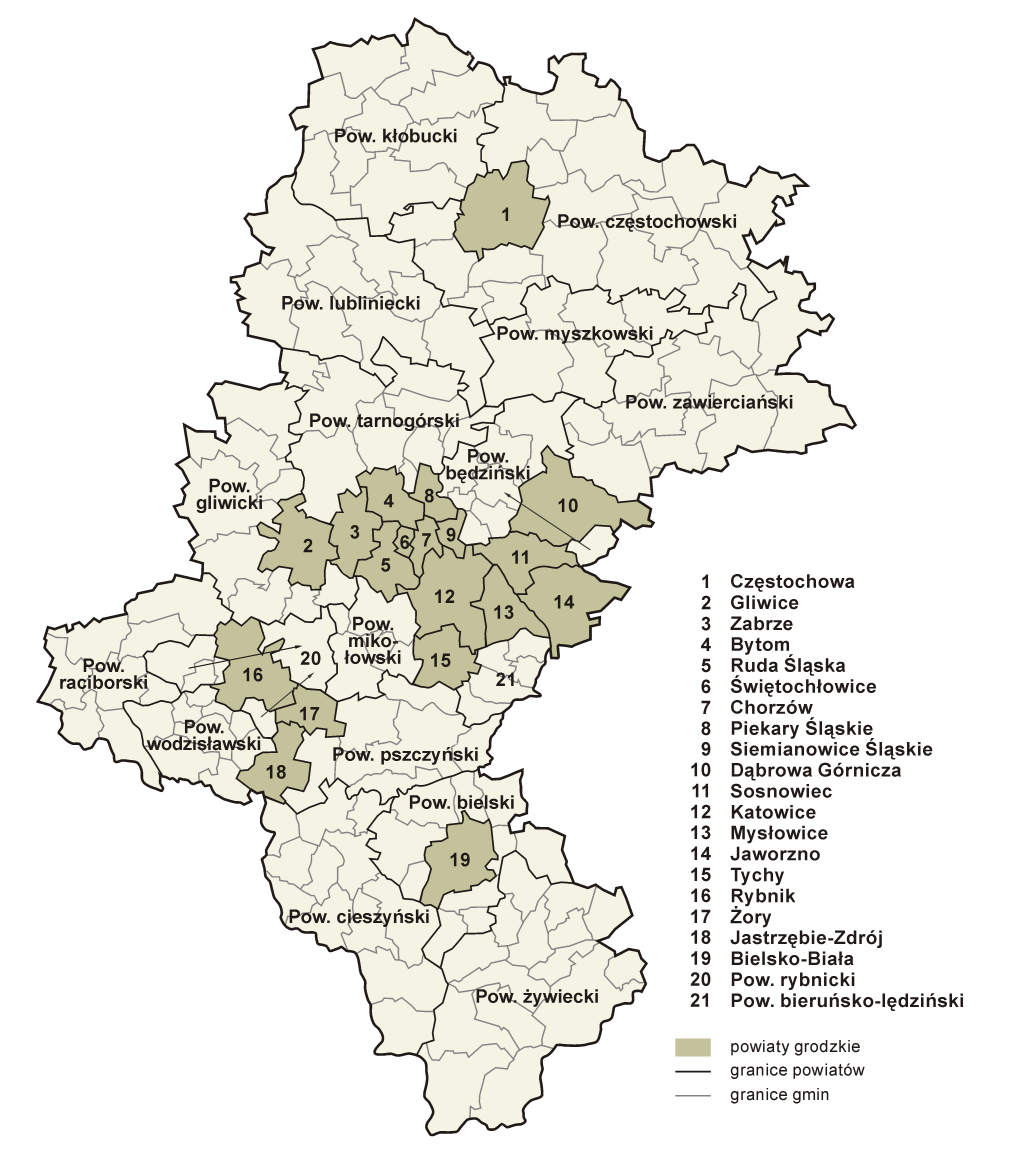
실롱스크주의 행정 구역

### 도시군
- 카토비체 (주도)
- 비엘스코비아와
- 비톰
- 호주프
- 쳉스토호바
- 동브로바구르니차
- 글리비체
- 야스트솅비에즈드루이
- 야보주노
- 미스워비체
- 피에카리실롱스키에
- 루다실롱스카
- 리브니크
- 시에미아노비체실롱스키에
- 소스노비에츠
- 시비엥토흐워비체
- 티히
- 자브제
- 조리

### 농촌군
- 벵진군
- 비엘스코군
- 비에룬렝지니군
- 치에신군
- 쳉스토호바군
- 글리비체군
- 크워부츠크군
- 루블리니에츠군
- 미코우프군
- 미슈쿠프군
- 프슈치나군
- 라치부시군
- 리브니크군
- 타르노프스키에구리군
- 보지스와프군
- 자비에르치에군
- 지비에츠군